# Сума технології
Су́ма техноло́гії (лат. Summa Technologiae) — книга польського письменника Станіслава Лема 1964 року, одна з перших збірок філософських есеїв Лема. Назва книги є алюзією на «Суму теології» (лат. Summa Theologiæ) Фоми Аквінського та «Суму теології» Альберта Великого.
У цьому творі автор намагається розібратися з проблемами майбутнього, — як віддаленого, так і такого, що стає дійсністю вже зараз. Основним питанням, яким займається Лем у книзі, є проблеми цивілізації без обмежень — як технологічних, так і матеріальних. Автор також розглядає етичні та філософські наслідки технологій майбутнього.

## Опис
Перефразовуючи автора, книга намагається «дослідити шипи ще не розквітлих троянд» — іншими словами, розібратися з проблемами далекого (а подекуди й не дуже) майбутнього. Основне питання, яке Лем розглядає в книзі, — це питання цивілізації за відсутності обмежень, як технологічних, так і матеріальних. Він також розглядає морально-етичні та філософські наслідки технологій майбутнього.
Попри на свій вік і низку неточностей у певних областях (наприклад, у математиці, біології, соціології), книга не втратила важливості за останні роки. Серед тем, які Лем обговорює в книзі, і які тоді були цілком у сфері наукової фантастики, але набувають все більшого значення сьогодні, є віртуальна реальність (Лем називає це «фантоматика»), теорія пошукових систем («аріаднологія», від ниткою Аріадни), технологічна сингулярність, молекулярна нанотехнологія («молектроніка»), покращення когнітивних здібностей («цереброматика»), штучний інтелект («інтелектроніка»).
У передмові до першого видання Лем згадує про вплив на його книгу науково-популярної монографії Йосипа Шкловського «Всесвіт, життя, розум» (рос. Вселенная, жизнь, разум).

## Зміст українського видання
У книзі вісім розділів, у кожному з яких йдеться про різні гіпотетичні наслідки технологічного розвитку:
1. Дилеми. Лем починає з представлення свого погляду на передбачення майбутнього та своєї мотивації для написання цієї книги. Він пише, що підставою для передбачень майбутнього цивілізації мають стати технології, тобто зумовлені станом знань і соціальної ефективності способи досягнення цілей, що установила спільнота. Далі в цьому розділі зауважує: "Кожна технологія є загалом штучним продовженням природної тенденції, властивої усьому живому, до того, щоб контролювати довкілля, чи принаймні не підкорятися йому в боротьбі за існування".
2. Дві еволюції. У цьому розділі розглядаються подібності і відмінності двох типів еволюції: біологічної і технологічної, а також вплив технологічної еволюції на мораль і соціальну еволюцію. Лем вважає, що з розвитком технологій і цивілізації «…свободи в якомусь абсолютному сенсі не вдастся здобути ніколи. Ні як свободи вибору дій, ні як свободи від будь-яких дій (спричиненої „всеавтоматизацією“).»
3. Космічні цивілізації. В розділі йдеться про існування і пошук позаземних цивілізацій. Якби людство дізналося про існування цивілізацій, які перевищили земний рівень розвитку, то могло б зробити висновки про своє майбутнє. Лем вважає нереальним існування високорозвинених цивілізацій в Сонячній системі, бо такі цивілізації зауважили би нашу присутність завдяки радіо- і телетрансляціям із Землі і, без сумніву, встановили б із нами контакт. Він аналізує як відповідають вчені на питання про існування та розвиток, можливість взаємного контакту, частоти появи у Всесвіті космічних цивілізацій. Зокрема розглядає монографію радянського астрофізика Йосипа Шкловського «Всесвіт. Життя. Розум». В розділі згадується ряд вчених, які висували гіпотези про технологічну діяльність космічних цивілізацій, зокрема розглядається гіпотеза про приклад «зоряної інженерії» — сферу Дайсона. Також згадуються експериментальні дослідження вченого астронома і астрофізика Дрейка, який першим у світі почав пошуки сигналів інших цивілізацій за допомогою радіотелескопа. Лем розглядає гіпотези німецького астрофізика і радіоастронома Себастьяна фон Горнера[en] про відносну короткотривалість цивілізацій (інший термін «психозоїв»), про причини зникнення цивілізацій/«психозоїв», про імовірність контактів цивілізацій.
4. Інтелелектроніка. Розвиток науки, його темпи і обмеження. Може настати момент, коли нарощування пропускної здатності цього каналу в темпі, продиктованому збільшенням обсягу інформації, виявиться неможливим. Виникне ситуація «мегабітної бомби», або «інформаційного бар'єру». Розглядається можливість подолання інформаційного бар'єру застосуванням кібернетики для створення штучних інтелектронних учених, електронних мізків.
5. Пролегомени до всемогутності. Можливості конструювання всього.
6. Фантомологія. Це інший термін, винайдений Лемом для того, що зараз відомо як віртуальна реальність. Людське сприйняття обмежене біологією, тож, можливо, ми можемо обійти справжню всемогутність на користь імітованої? Навіть у цьому випадку Лем знаходить багато дивовижних проблем. Лем переглянув цей розділ у 1991 році у своєму есеї «Тридцять років потому». Багато передбачень з цього розділу здійснюються[4].
7. Створювання світів. Чи може бути так, що замість кропітких досліджень ми зможемо автоматично «виростити» нову інформацію з наявної інформації? Починаючи з цього питання, Лем розвиває концепцію створення цілих нових всесвітів, включаючи (як особливе задоволення) будівництво раю/пекла/загробного життя.
8. Пасквіль на еволюцію. Біологічна еволюція виконала досить погану роботу, створивши людей та інших тварин. Чи можуть інженери зробити краще?

| Зміст |
| --- |
| І. Дилеми ІІ. Дві еволюції Вступ Подібності Відмінності Першопричина Кілька наївних запитань ІІІ. Космічні цивілізації Формулювання проблеми Формулювання методу Статистика космічних цивілізацій Космічний катастрофізм Метатеорія див Унікальність людини Інтелект: випадковість чи необхідність? Гіпотези Votum separatum Перспективи ІV. Інтелектроніка Повернення на Землю Мегабітова бомба Велика гра Міфи науки Посилювач інтелекту Чорна скринька Про моральність гомеостатів Небезпеки електрократії Кібернетика та соціологія Віра та інформація Експериментальна метафізика Вірування електромізків Дух у машині Клопоти з інформацією Сумніви й антиномії V. Пролегомени до всемогутності До Хаосу Хаос і лад Сцилла й Харибда, або Про поміркованість Мовчання Конструктора Божевілля з методом Новий Лінней, або Про систематику Моделі та дійсність Плагіати і творіння Обшир імітології VI. Фантомологія Основи фантоматики Фантоматична машина Периферійна та центральна фантоматика Межі фантоматики Цереброматика Телетаксія і фантоплікація Особистість й інформація VIІ. Створювання світів Вступ Вирощування інформації Мовна інженерія Інженерія трансцендентності Космогонічна інженерія VIIІ. Пасквіль на еволюцію Вступ Реконструкція виду Конструкція життя Конструкція смерті Конструкція свідомості Конструкції, базовані на помилках Біоніка та біокібернетика Очима Конструктора Реконструкція людини Кіборгізація Автоеволюційна машина Екстрасенсорні явища Завершення |